# Plan de Guadalupe, Zacatecas
Plan de Guadalupe är en ort i Mexiko.   Den ligger i kommunen Sombrerete och delstaten Zacatecas, i den centrala delen av landet, 700 km nordväst om huvudstaden Mexico City. Plan de Guadalupe ligger 2 205 meter över havet och antalet invånare är 439.
Terrängen runt Plan de Guadalupe är platt åt sydost, men åt nordväst är den kuperad. Runt Plan de Guadalupe är det glesbefolkat, med 16 invånare per kvadratkilometer. Närmaste större samhälle är Charco Blanco, 13,6 km sydost om Plan de Guadalupe. Trakten runt Plan de Guadalupe består till största delen av jordbruksmark.